# Marc Leni Flac
Marc Leni Flac (llatí: Marcus Lenius Flaccus) va ser un polític romà del segle i aC. Portava el cognomen de Flac.
Era amic de Pomponi Àtic, el gran amic de Ciceró. Tot i l'edicte del tribú de la plebs Publi Clodi Pulcre del 58 aC (Lex Clodia de capite civis Romani) que condemnava Ciceró a l'exili, el va allotjar a la seva casa de camp prop de Brundusium fins que va poder embarcar de manera segura cap a l'Epir. El pare, el germà i els fills de Marc es van implicar també en la protecció de l'exiliat.
Marc Leni es va trobar amb Ciceró l'any 51 aC a Àsia Menor i li va demanar una sotsprefectura a Cilícia on Leni tenia interessos econòmics, però Ciceró es va negar a la petició perquè havia promès no concedir càrrecs a negociants. En canvi, el mateix any i amb una finalitat similar, va recomanar Leni a Publi Sili Nerva, propretor a Bitínia i el Pont.